# Корита (Ленчицький повіт)
Корита (пол. Koryta) — село в Польщі, у гміні Дашина Ленчицького повіту Лодзинського воєводства.
Населення — 172 особи (2011).
У 1975-1998 роках село належало до Плоцького воєводства.

## Демографія
Демографічна структура станом на 31 березня 2011 року:
|          | Загалом | Допрацездатний вік | Працездатний вік | Постпрацездатний вік |
| -------- | ------- | ------------------ | ---------------- | -------------------- |
| Чоловіки | 85      | 16                 | 60               | 9                    |
| Жінки    | 87      | 20                 | 48               | 19                   |
| Разом    | 172     | 36                 | 108              | 28                   |